# Lotta greco-romana ai Giochi della XVI Olimpiade - Pesi medio-massimi
La competizione della categoria pesi medio-massimi (fino a 87 kg) di lotta greco-romana dei Giochi della XVI Olimpiade si è svolta dal 3 al 6 dicembre 1956 al Royal Exhibition Building di Melbourne

## Formato
Ad ogni incontro venivano assegnate le seguenti penalità:
- 0 = Al vincitore per schienata
- 1 = Al vincitore per decisione (verdetto di tre giudici)
- 2 = Allo sconfitto per decisione (1:2)
- 3 = Allo sconfitto per decisione (0:3) o schienata

Con cinque penalità o più il lottatore veniva eliminato.
I tre lottatori rimasti disputavano un torneo finale con i risultati acquisiti nel precedenti turni.

## Risultati
| Legenda                                  | Legenda |
| ---------------------------------------- | ------- |
| Lottatore con 5 penalità o più Eliminato |         |

### 1º Turno
Si è disputato il 3 dicembre.
| Vincitore         | Pen. | Risultato | Sconfitto            | Pen. |
| ----------------- | ---- | --------- | -------------------- | ---- |
| Adil Atan         | 1    | 2:1       | Gyula Kovács         | 2    |
| Valentin Nikolaev | 1    | 3:0       | Petko Sirakov        | 3    |
| Dale Thomas       | 0    | Schienata | Eugen Wiesberger Jr. | 3    |
| Karl-Erik Nilsson | 1    | 3:0       | Veikko Lahti         | 3    |
| Bob Steckle       | 1    | 2:1       | Victor Macha         | 2    |

### 2º Turno
Si è disputato il 4 dicembre.
| Vincitore            | Pen. | Risultato | Sconfitto    | Pen. |
| -------------------- | ---- | --------- | ------------ | ---- |
| Petko Sirakov        | 4    | 2:1       | Adil Atan    | 3    |
| Valentin Nikolaev    | 2    | 3:0       | Gyula Kovács | 5    |
| Veikko Lahti         | 3    | Schienata | Dale Thomas  | 3    |
| Eugen Wiesberger Jr. | 3    | Schienata | Victor Macha | 5    |
| Karl-Erik Nilsson    | 1    | Schienata | Bob Steckle  | 4    |

### 3º Turno
Si è disputato il 5 dicembre. 
| Vincitore         | Pen. | Risultato  | Sconfitto            | Pen. |
| ----------------- | ---- | ---------- | -------------------- | ---- |
| Petko Sirakov     | 4    | Schienata  | Dale Thomas          | 6    |
| Valentin Nikolaev | 3    | 3:0        | Veikko Lahti         | 6    |
| Karl-Erik Nilsson | 2    | 3:0        | Eugen Wiesberger Jr. | 6    |
| Bob Steckle       | 4    | Per ritiro | Adil Atan            | 6    |

### 4º Turno
Si è disputato il 6 dicembre. 
| Vincitore         | Pen. | Risultato | Sconfitto         | Pen. |
| ----------------- | ---- | --------- | ----------------- | ---- |
| Petko Sirakov     | 4    | Schienata | Bob Steckle       | 7    |
| Valentin Nikolaev | 4    | 3:0       | Karl-Erik Nilsson | 5    |

### Turno finale
Si è disputato il  6 dicembre.
| Vincitore         | Pen. | Risultato | Sconfitto         | Pen. |
| ----------------- | ---- | --------- | ----------------- | ---- |
| Valentin Nikolaev |      | 3:0       | Petko Sirakov     |      |
| Valentin Nikolaev |      | 3:0       | Karl-Erik Nilsson |      |
| Petko Sirakov     |      | 3:0       | Karl-Erik Nilsson |      |

1. ↑  Disputato nel 1º turno
2. ↑  Disputato nel 4º turno

## Classifica finale
| Pos.    | Atleta               | Nazione          | V.S. |
| ------- | -------------------- | ---------------- | ---- |
| Oro     | Valentin Nikolaev    | Unione Sovietica | 2:0  |
| Argento | Petko Sirakov        | Bulgaria         | 1:1  |
| Bronzo  | Karl-Erik Nilsson    | Svezia           | 0:2  |
| 4       | Bob Steckle          | Canada           |      |
| 5       | Dale Thomas          | Stati Uniti      |      |
| 6       | Eugen Wiesberger Jr. | Austria          |      |
| 7       | Veikko Lahti         | Finlandia        |      |
| 8       | Adil Atan            | Turchia          |      |
| 9       | Victor Macha         | Australia        |      |
| 9       | Gyula Kovács         | Ungheria         |      |